# Selby (North Yorkshire)
Selby is een civil parish in het bestuurlijke gebied Selby, in het Engelse graafschap North Yorkshire en telt 14.731 inwoners. De rivier de Wharfe stroomt door Selby.
In de plaats ligt een Middeleeuwse abdij met een abdijkerk uit 1069, bekend om zijn gebrandschilderd raam met het wapen van George Washington, gemaakt voor het ontstaan van de Verenigde Staten.

## Geboren
- Hendrik I van Engeland[1] (ca. 1068-1135), koning van Engeland (1100-1135)